# Бежан (Хунедоара)
Бежан (рум. Bejan) насеље је у Румунији у округу Хунедоара у општини Шоимуш. Oпштина се налази на надморској висини од 184 m.

## Становништво
Према подацима из 2002. године у насељу је живело 244 становника, од којих су сви румунске националности.